# Stilig glansblomfluga
Stilig glansblomfluga (Orthonevra nobilis) är en tvåvingeart som först beskrevs av Fallen 1817.  Stilig glansblomfluga ingår i släktet glansblomflugor, och familjen blomflugor.
Artens utbredningsområde är Sverige. Arten är reproducerande i Sverige. Inga underarter finns listade i Catalogue of Life.

## Bildgalleri

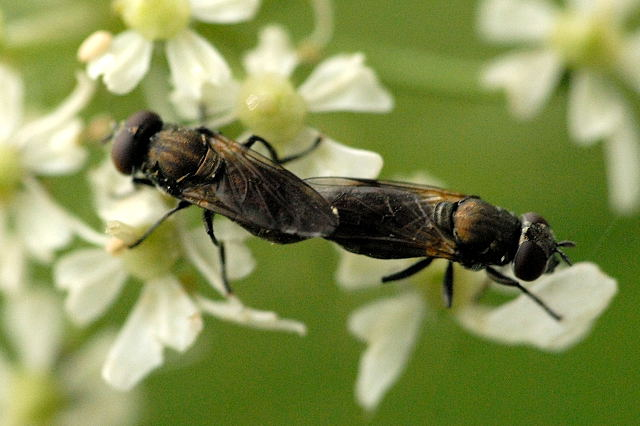